# أوفاتوموماب
أوفاتوموماب هو جسم مضاد وحيد النسيلة بشري حاصل على ترخيص إدارة الغذاء والدواء الأمريكية لاستخدامه في علاج ابيضاض الدم الليمفاوي المزمن المعاند لفلودارابين وأليمتوزوماب. كما أظهر فعالية في علاج الورم المفي العقدي والورم اللمفي العقدي وورم الخلايا البائية الكبيرة اللمفي المنتشر [الإنجليزية] والتهاب المفاصل الروماتويدي والتصلب اللويحي، إضافة لدراسات سريرية أخرى لعلاج مرض فالدنشتروم لوجود الغلوبولين الكبروي بالدم وورم خلية الوشاح اللمفي.
يختلف أوفاتوموماب عن ريتوكسيماب حيث أنه يستهدف الحانمة بينما يستهدف ريتوكسيماب الأجسام المضادة.
أوفاتوموماب تطوره شركتي جنماب [الإنجليزية] وغلاكسو سميث كلاين وينتج تحت اسم تجاري هو أرزيرا (Arzerra).